# 小田光康
小田 光康（おだ みつやす、1964年 - ）は、日本のジャーナリスト。明治大学情報コミュニケーション学部准教授。元PJニュース編集長。
米Deloitte & Toucheスタッフ、共同通信記者、ロイター通信社契約記者、ブルームバーグ契約記者を経て、PJニュース編集長。PJニュース倒産後に、朝日新聞AERAでの勤務を経て明治大学情報コミュニケーション学部准教授。

## 来歴
東京都立荻窪高等学校卒業。麻布大学環境保健学部卒業。大学卒業後、アメリカ留学。その後、Deloitte Touche Tohmatsuで会計コンサルタントを経験。勤務中にMBAを取得をした。その後、日本国内で契約記者として活動しながら、東京大学大学院へ進学。研究テーマは「ジャーナリズム教育」。東京大学大学院人文社会系研究科修士課程修了（社会情報学）。修了後、ベンチャーメディアPJニュースを設立。東京大学大学院教育学研究科博士課程単位取得満期退学（教育学）。PJニュース倒産後、デジタルハリウッド大学や早稲田大学で兼任講師を勤め、明治大学准教授へ着任。

## 人物
- 2015年4月 -	東京農工大学 農学部附属国際家畜感染症防疫研究教育センター 参与研究員
- 2015年4月 -	明治大学 感染症情報分析センター センター長
- 2012年1月 -	Around The Rings Tokyo Bureau Correspondent
- 2012年1月 - 2013年3月	朝日新聞出版 アエラ編集部 記者
- 2006年11月 - 2013年3月（株）PJニュース 代表取締役
- 2004年1月 - 2006年10月	ライブドア メディア事業部 ライブドアPJニュース編集長
- 1997年9月 - 2003年12月	Bloomberg News Tokyo Bureau Reporter
- 1996年10月 - 1997年6月	The Reuters Tokyo Bureau Photographer
- 1994年9月 - 1996年10月	（社）共同通信社 外信部 アトランタ支局員
- 1990年9月 - 1994年7月	Deloitte & Touche Management Consulting Consultant

## 著書
- 『パブリック・ジャーナリスト宣言。』(朝日新書 82)　朝日新聞社 2007年11年 ISBN 4022731826　単著
- 『「スポーツジャーナリスト」という仕事』 出版文化社、2005年4月。ISBN 4-883383024　単著
- 『実践ジャーナリスト養成講座』 平凡社、2004年2月。ISBN 4-582-73829-X　部分執筆
- 『論争　いま、ジャーナリスト教育』 東京大学出版会、2003年4月。ISBN 978-4130530132　部分執筆